# Kanton Charleville-Mézières-1
Kanton Charleville-Mézières-1 (fr. Canton de Charleville-Mézières-1) je francouzský kanton v departementu Ardensko v regionu Champagne-Ardenne. Tvoří ho 7 obcí a část města Charleville-Mézières. Zřízen byl v roce 2015.

## Obce kantonu
- Belval
- Charleville-Mézières
- Cliron
- Fagnon
- Haudrecy
- Prix-lès-Mézières
- Tournes
- Warcq